# René Dagron
Ne doit pas être confondu avec René Dragon (résistant)
Prudent René Patrice Dagron, né à Beauvoir, dans la Sarthe, le 17 mars 1819, mort le 13 juin 1900, est un photographe et un inventeur français. Le 21 juin 1859, il sera le premier à breveter un procédé de microfilm,.

## Biographie

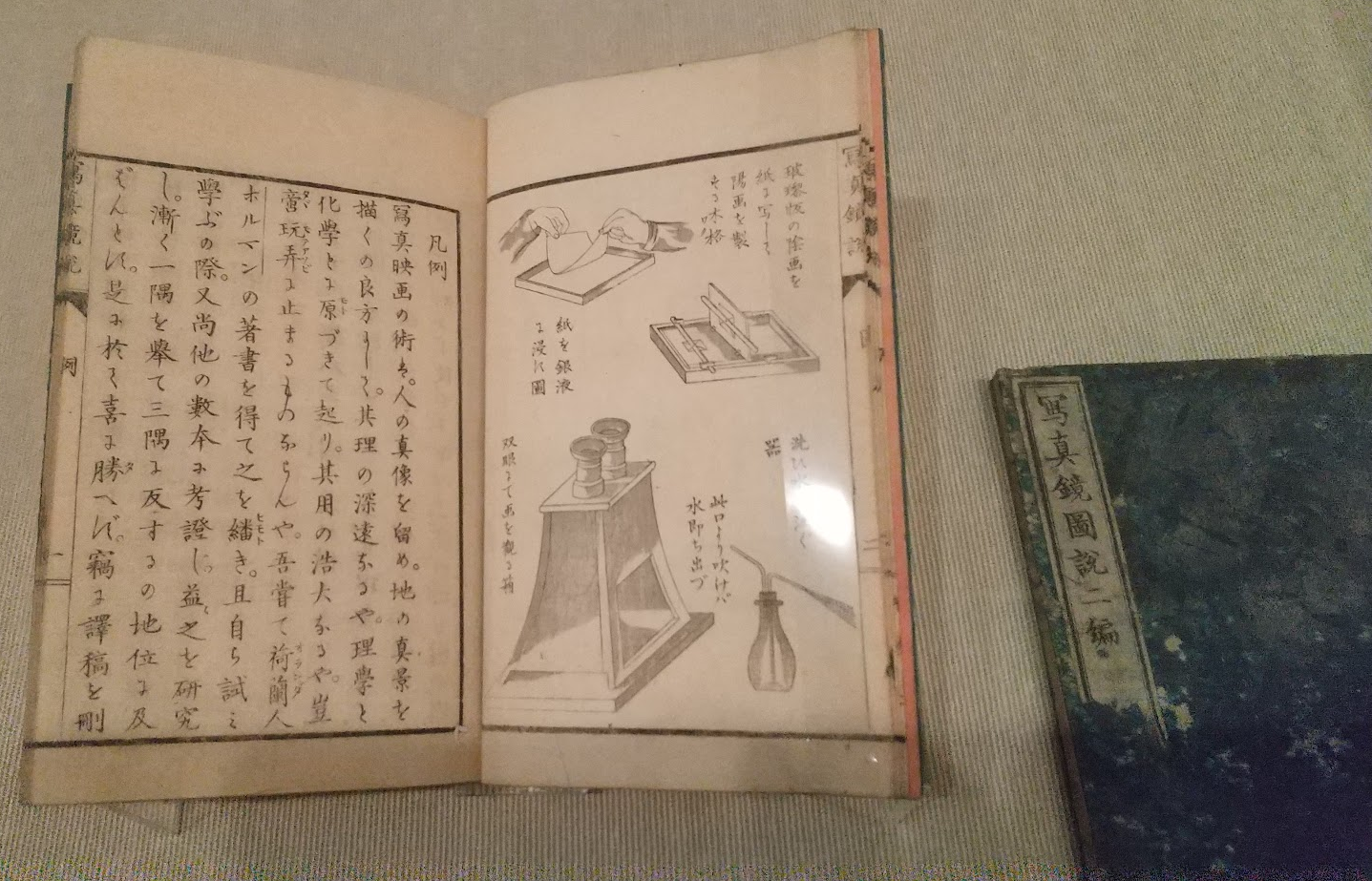
René Dagron, Manuel illustré de photographie, traduit en japonais par Yanagawa Shunsan, 1867.

En 1860, René Dagron regroupe une micro-vue avec la loupe de Stanhope. Les vues sont collées sur une baguette de verre de 3 mm de diamètre et de 5 à 6 mm de long. Le grossissement est d'environ 100 fois. 
René Dagron avait présenté à l'exposition universelle de 1867, des « micro-points », c'est-à-dire des photographies tellement réduites qu'elles ne pouvaient être lues qu'au moyen de dispositifs tels que le microscope de Stanhope : ainsi, sur une surface de 1 millimètre carré, il fixa les portraits des 400 députés. Ce procédé fut décrit dans de nombreux ouvrages dont les Merveilles de la science ou Description populaire des inventions modernes, de Louis Figuier (Jouvet, 1870). Il permettait à la société Dagron de proposer des photos enchâssées dans des bijoux, bagues ou pendentifs.
En 1870, lors du siège de Paris, il proposa d'utiliser ce procédé pour envoyer des messages grâce aux pigeons voyageurs.
Il soumit l'idée de réaliser les micro-dépêches à Germain Rampont, directeur général des Postes, qui accepta immédiatement.
Après un arrangement financier avec Rampont, Dagron s'envola le 12 novembre de la gare d'Orléans sur le ballon Niepceavec ses collègues Albert Fernique et Poisot pour transporter l'équipement de laboratoire nécessaire.
Mais celui-ci n'arrivera pas à son but, puisque touché par les Prussiens, le ballon sera contraint à l'atterrissage en territoire occupé. Dagron réussira à leur échapper.
Il se rendit à Tours (alors que Rampont souhaitait qu'il s'installe à Clermont-Ferrand) et négocia près de huit jours un arrangement avec Steenackers et Gambetta. Il est vrai que l'équipement nécessaire ayant été détruit, il ne réussit que le 11 décembre, après plusieurs essais à produire une microphotographie de qualité selon les souhaits de Steenackers.
Entre-temps, les troupes prussiennes avançaient et Léon Gambetta s'était retiré à Bordeaux. Dagron s'y rendit aussi et fut en mesure le 15 décembre de produire les clichés des dépêches de Bordeaux.
Plus de 100 000 dépêches furent ainsi reçue à Paris pendant le siège.

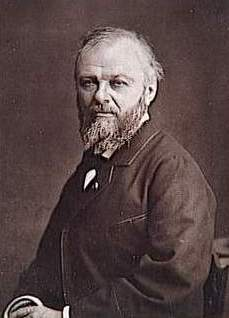
Portrait de Jean-Jacques Henner pris par René Dagron

Sa tombe se trouve au cimetière parisien d'Ivry (10e division).

## Publications
- Essai de photographie microscopique, Paris, Giraud, 1864, 36 p.
- La poste par pigeons voyageurs : souvenir du siège de Paris. Notice sur le voyage du ballon "Le Niepce" emportant M. Dagron et ses collaborateurs et détails sur la mission qu'ils avaient à remplir, Tours - Bordeaux, 1870-1871, 24 p. (Lire en ligne).

## Collections
Certains musées possèdent des messages et des appareils de projection (Musée de La Poste, des Arts et métiers, la Société française de photographie) mais il n'existe malheureusement presque plus d'appareils de prise de vue dans le monde et aucun dans des musées.